# Викенд у затвору Марсалзе
Викенд у затвору Марсалзе је југословенски ТВ филм из 1965. године. Режирала га је Мирјана Самарџић а сценарио је написао Слободан Стојановић

## Улоге
| Глумац          | Улога |
| --------------- | ----- |
| Владо Левицки   |       |
| Бранко Петковић |       |
| Ђорђе Пура      |       |
| Миливоје Томић  |       |